# Teodoro M. Kalaw
Teodoro Manguiat Kalaw (ur. 31 marca 1884 w Lipie, zm. 5 grudnia 1940 w Manili) – filipiński pisarz, polityk i dziennikarz.

## Życiorys

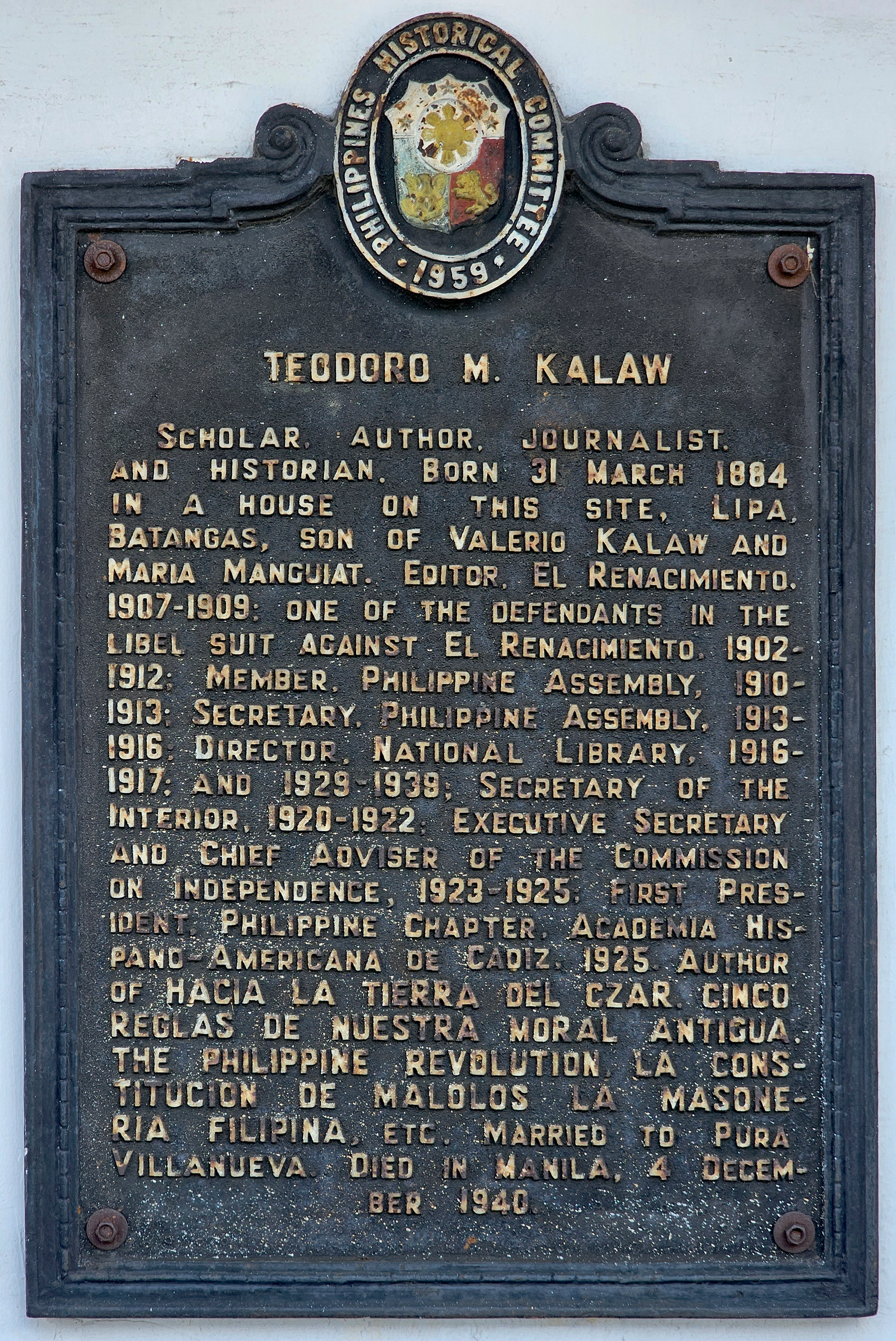
Tablica pamiątkowa

Urodził się w Lipie w prowincji Batangas. Odebrał wykształcenie prawnicze. Związany z założonym przez Fernanda Maríę Guerrero pismem El Renacimiento (od 1903 jako redaktor, od 1907 jako wydawca). Atakował na jego łamach politykę Stanów Zjednoczonych wobec Filipin. W 1909 wybrany do Izby Reprezentantów, zasiadał w niej do 1913. Był następnie (do 1922) sekretarzem spraw wewnętrznych. Dwukrotnie (1916−1917, 1929−1939) piastował funkcję dyrektora filipińskiej Biblioteki Narodowej. Na tym stanowisku położył podwaliny pod krajowy system biblioteczny. Przez niektórych określany bywa mianem ojcem filipińskich bibliotek.

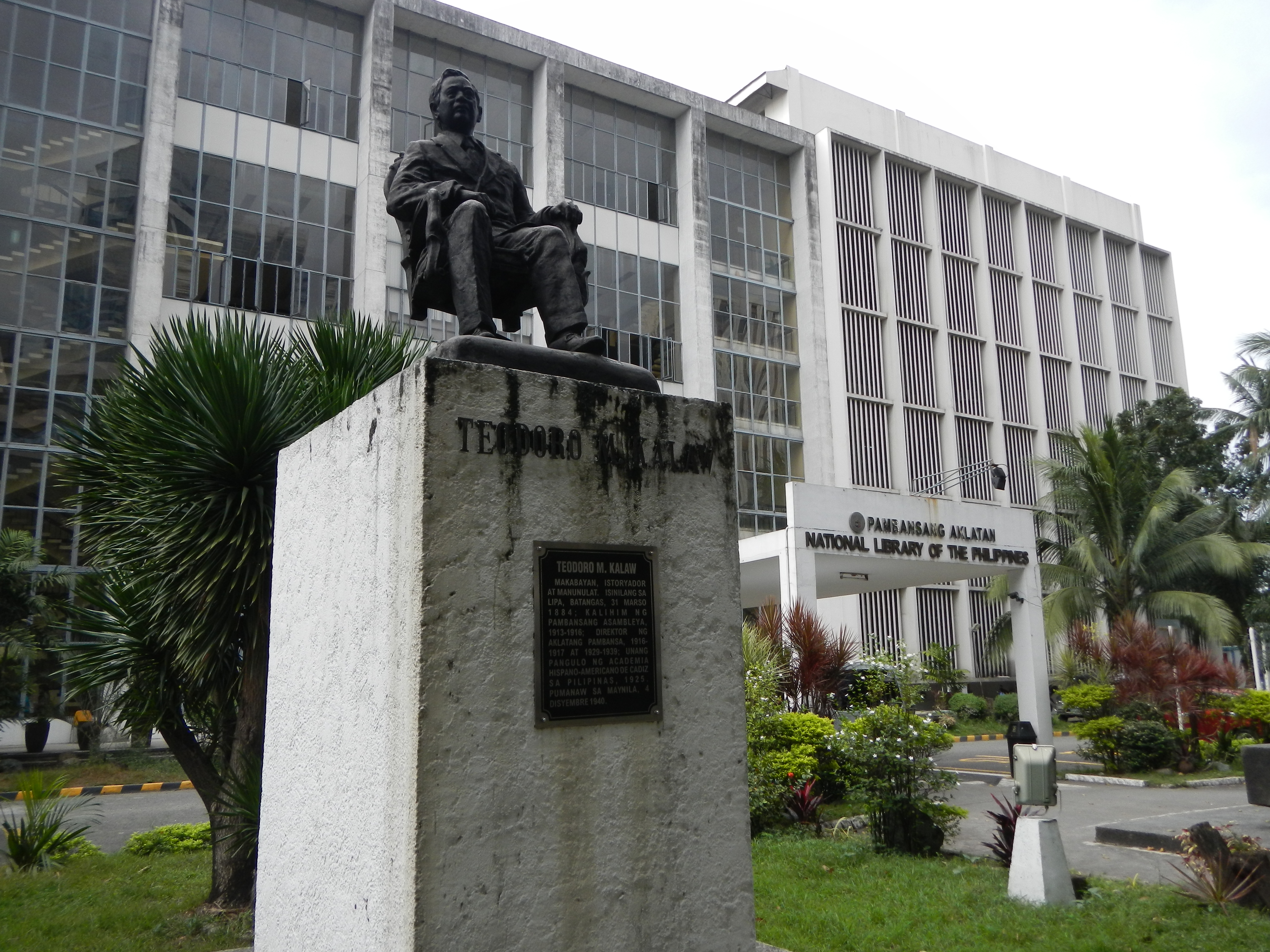
Pomnik Kalawa przed filipińską Biblioteką Narodową

Uznawany za jednego z czołowych intelektualistów filipińskich swojej epoki, opublikował szereg książek, przede wszystkim w języku hiszpańskim. Pisywał przede wszystkim na temat historii, dotykał także tematyki prawnej. Wśród jego istotnych prac z tego zakresu wymienia się La Revolucion Filipina (1924) i Reformas en la Ensenanza del Derecho (1907). W 1908 wydał też Hacia la tierra del zar, relację ze swojej podróży po carskiej Rosji.
Wolnomularz, był członkiem Wielkiego Wschodu Hiszpanii (od 1907) i wielkim mistrzem Wielkiej Loży Filipin (1928−1929). Pamiętany z działań na rzecz uniezależnienia filipińskich struktur masońskich od swoich macierzystych, hiszpańskich organizacji. Rodzinne tradycje wolnomularskie podtrzymał jego syn Teodoro V. Kalaw Junior (wielki mistrz w latach 1975–1976).
Poślubił pisarkę i działaczkę feministyczną Purę Villanuevę, doczekał się z nią 4 potomków. Jego najstarszym dzieckiem była modelka, Miss Filipin (1931) i późniejsza senator, Maria Kalaw-Katigbak. Kolejna córka, Purita Kalaw Ledesma, była pisarką i krytyczką sztuki.
Zmarł w Manili. Jego imię noszą ulice w wielu filipińskich miastach, jak również loża masońska w San Juan w prowincji Rizal utworzona w 1953.